# Équipe d'Uruguay de football à la Copa América 1929

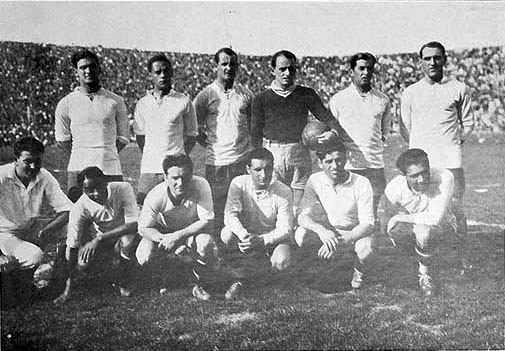
L'Uruguay avant le match contre l'Argentine. Debout : Gestido, Silva, Nasazzi, Mazali, Arispe, Fernández. Accroupis : Píriz, Scarone, Castro, Cea, Cámpolo.

L'équipe d'Uruguay de football participe à sa 11e Copa América lors de cette édition 1929 qui a eu lieu en Argentine du 1er novembre au 17 novembre 1929.

## Résultats

### Classement final
Les quatre équipes participantes sont réunies au sein d'une poule unique où chaque formation rencontre une fois ses adversaires. À l'issue des rencontres, l'équipe classée première remporte la compétition.
|   | Équipe    | Pts | J | G | N | P | BP | BC | Diff |
| - | --------- | --- | - | - | - | - | -- | -- | ---- |
| 1 | Argentine | 6   | 3 | 3 | 0 | 0 | 9  | 1  | +8   |
| 2 | Paraguay  | 4   | 3 | 2 | 0 | 1 | 9  | 4  | +5   |
| 3 | Uruguay   | 2   | 3 | 1 | 0 | 2 | 4  | 6  | -2   |
| 4 | Pérou     | 0   | 3 | 0 | 0 | 3 | 1  | 12 | -11  |

| 1er novembre | Paraguay  | 3 | 0 | Uruguay |
| 11 novembre  | Uruguay   | 4 | 1 | Pérou   |
| 17 novembre  | Argentine | 2 | 0 | Uruguay |

### Matchs
| 1er novembre 1929                                                                                               | Paraguay                          | 3 – 0                                                                                        | Uruguay | Estadio Alvear y Tagle (Buenos Aires)       |                                             |
| | González 16e, 86e · Domínguez 55e | (1 - 0)                                                                                      |         | Spectateurs : 40 000 Arbitrage : José Galli | Spectateurs : 40 000 Arbitrage : José Galli |
| Brunetti - Olmedo, Flores - Viccini, Díaz, Etcheverry - Nessi, Benítez Cáceres, González, Domínguez, Sosa Lagos | Équipes                           | Mazali - Bucetta, Arispe - Andrade, Silva, Magallanes - Píriz, Castro, Petrone, Cea, Campolo |         | Spectateurs : 40 000 Arbitrage : José Galli | Spectateurs : 40 000 Arbitrage : José Galli |

| 11 novembre 1929                                                                                   | Uruguay                               | 4 – 1                                                                                                 | Pérou       | Estadio Alvear y Tagle (Buenos Aires)         |                                               |
| | Fernández 21e, 29e, 43e · Andrade 69e | (3 - 0)                                                                                               | Lizarbe 81e | Spectateurs : 22 000 Arbitrage : Miguel Barba | Spectateurs : 22 000 Arbitrage : Miguel Barba |
| Mazali - Nasazzi, Arispe - Andrade, Silva, Magallanes - Píriz, Castro, Arremón, Fernández, Campolo | Équipes                               | Pardón - Saldarriaga, Maquilón - Denegri, Salas, Astengo - Ramírez, Rostaing, Lizarbe, Bulnes, Ortega |             | Spectateurs : 22 000 Arbitrage : Miguel Barba | Spectateurs : 22 000 Arbitrage : Miguel Barba |

| 17 novembre 1929                                                                                                   | Argentine                      | 2 – 0                                                                                       | Uruguay | Stade Gasómetro (Buenos Aires)                |                                               |
| | Ferreira 14e · M. Evaristo 77e | (1 - 0)                                                                                     |         | Spectateurs : 60 000 Arbitrage : Miguel Barba | Spectateurs : 60 000 Arbitrage : Miguel Barba |
| Bossio - Tarrío, Paternoster - J. Evaristo, Zumelzú, Chividini - Peucelle, Rivarola, Ferreira, Cherro, M. Evaristo | Équipes                        | Mazali - Nasazzi, Arispe - Fernández, Silva, Gestido - Píriz, Castro, Scarone, Cea, Campolo |         | Spectateurs : 60 000 Arbitrage : Miguel Barba | Spectateurs : 60 000 Arbitrage : Miguel Barba |

## Navigation